# 小之島
小之島（おのじま、生卒年不詳）。幕末薩摩藩江戶藩邸的奥老女。小野島。斧島是誤傳的名字。
小之島是江戶藩邸的筆頭老女中。在天璋院成為了將軍德川家定的正室進入江戶城後，擔任與天璋院連絡的職務。與天璋院的老女幾島、西鄉隆盛一同在城中展開密偵活動。主要是計劃擁立一橋慶喜成為14代將軍，後來在大奧一橋派勢力敗陣後，於慶應元年（1866年）起隱居。
生沒年不明，墓所日蓮正宗妙緣寺（東京都墨田區吾妻橋）。

## 登場作品
影視劇
- 篤姬（2008年、NHK大河劇、演：佐藤藍子）